# Малдиви на Светском првенству у атлетици на отвореном 2015.
Малдиви су учествовали на Светском првенству у атлетици на отвореном 2015. одржаном у Пекингу од 22. до 30. августа четрнаести пут. Репрезентацију Малдива представљап је један атлетичар који се такмичио у трци на 100 метара.
На овом првенству Малдиви нису освојили ниједну медаљу, али је њихов такмичар оборио национални рекорд.

## Учесници
- Хасан Саид — 100 м

## Резултати

### Мушкарци
| Атлетичар  | Дисциплина | Лични рекорд | Предтакмичење | Предтакмичење | Квалификације | Квалификације | Полуфинале           | Полуфинале           | Финале               | Финале       | Детаљи |
| Атлетичар  | Дисциплина | Лични рекорд | Резултат      | Место         | Резултат      | Место         | Резултат             | Место                | Резултат             | Место        | Детаљи |
| ---------- | ---------- | ------------ | ------------- | ------------- | ------------- | ------------- | -------------------- | -------------------- | -------------------- | ------------ | ------ |
| Хасан Саид | 100 м      | 10,50 НР     | 10,56 КВ      | 2. у гр. 1    | 10,42 НР      | 7. у гр. 7    | Није се квалификовао | Није се квалификовао | Није се квалификовао | 42 / 67 (69) |        |